# Sportovní gymnastika na Letních olympijských hrách 1912
Sportovní gymnastika na Letních olympijských hrách 1912.

## Medailisté

### Muži
| Soutěž                    | Zlato | Stříbro | Bronz |
| ------------------------- | --- | --- | --- |
| Víceboj – jednotlivci     | Alberto Braglia · Itálie (ITA) | Louis Ségura · Francie (FRA) | Adolfo Tunesi · Itálie (ITA) |
| Víceboj – družstva        | Itálie (ITA) · Pietro Bianchi · Guido Boni · Alberto Braglia · Giuseppe Domenichelli · Carlo Fregosi · Alfredo Gollini · Francesco Loi · Luigi Maiocco · Giovanni Mangiante · Lorenzo Mangiante · Serafino Mazzarochi · Guido Romano · Paolo Salvi · Luciano Savorini · Adolfo Tunesi · Giorgio Zampori · Umberto Zanolini · Angelo Zorzi | Maďarsko (HUN) · József Bittenbinder · Imre Erdődy · Samu Fóti · Imre Gellért · Győző Haberfeld · Ottó Hellmich · István Herczeg · József Keresztessy · Lajos Kmetykó · János Krizmanich · Elemér Pászti · Árpád Pédery · Jenõ Rittich · Ferenc Szüts · Ödön Téry · Géza Tuli | Velká Británie (GBR) · Albert Betts · William Cowhig · Sidney Cross · Harold Dickason · Herbert Drury · Bernard Franklin · Leonard Hanson · Samuel Hodgetts · Charles Luck · William MacKune · Ronald McLean · Alfred Messenger · Henry Oberholzer · Edward Pepper · Edward Potts · Reginald Potts · George Ross · Charles Simmons · Arthur Southern · William Titt · Charles Vigurs · Samuel Walker · John Whitaker |
| Volný systém - družstva   | Norsko (NOR) · Isak Abrahamsen · Hans Beyer · Hartmann Bjørnsen · Alfred Engelsen · Bjarne Johnsen · Sigurd Jørgensen · Knud Leonard Knudsen · Alf Lie · Rolf Lie · Tor Lund · Petter Martinsen · Per Mathiesen · Jacob Opdahl · Nils Opdahl · Bjarne Pettersen · Frithjof Sælen · Øistein Schirmer · Georg Selenius · Sigvard Sivertsen · Robert Sjursen · Einar Strøm · Gabriel Thorstensen · Thomas Thorstensen · Nils Voss                 | Finsko (FIN) · Kaarlo Ekholm · Eino Forsström · Eero Hyvärinen · Mikko Hyvärinen · Tauno Ilmoniemi · Ilmari Keinänen · Jalmari Kivenheimo · Karl Lund · Aarne Pelkonen · Ilmari Pernaja · Arvid Rydman · Eino Saastamoinen · Aarne Salovaara · Heikki Sammallahti · Hannes Sirola · Klaus Suomela · Lauri Tanner · Väinö Tiiri · Kaarlo Vähämäki · Kaarlo Vasama | Dánsko (DEN) · Axel Andersen · Hjalmart Andersen · Halvor Birch · Wilhelm Grimmelmann · Arvor Hansen · Christian Hansen · Marius Hansen · Charles Jensen · Hjalmar Peter Johansen · Poul Jørgensen · Carl Krebs · Vigo Madsen · Lukas Nielsen · Rikard Nordstrøm · Steen Olsen · Oluf Olsson · Carl Pedersen · Oluf Pedersen · Niels Petersen · Christian Svendsen                                                   |
| Švédský systém - družstva | Švédsko (SWE) · Per Bertilsson · Carl-Ehrenfried Carlberg · Nils Granfelt · Curt Hartzell · Oswald Holmberg · Anders Hylander · Axel Janse · Boo Kullberg · Sven Landberg · Per Nilsson · Benkt Norelius · Axel Norling · Daniel Norling · Sven Rosén · Nils Silfverskiöld · Carl Silfverstrand · John Sörenson · Yngve Stiernspetz · Carl-Erik Svensson · Karl Johan Svensson · Knut Torell · Edward Wennerholm · Claes Wersäll · David Wiman | Dánsko (DEN) · Peter Andersen · Valdemar Bøggild · Søren Peter Christensen · Ingvald Eriksen · George Falcke · Torkild Garp · Hans Trier Hansen · Johannes Hansen · Rasmus Hansen · Jens Kristian Jensen · Søren Alfred Jensen · Karl Kirk · Jens Kirkegaard · Olaf Kjems · Carl Larsen · Jens Peter Laursen · Marius Lefèrve · Povl Mark · Einar Olsen · Hans Pedersen · Hans Eiler Pedersen · Olaf Pedersen · Peder Larsen Pedersen · Aksel Sørensen · Martin Thau · Søren Thorborg · Kristen Vadgaard · Johannes Vinther | Norsko (NOR) · Arthur Amundsen · Jørgen Andersen · Trygve Bøyesen · Georg Brustad · Conrad Christensen · Oscar Engelstad · Marius Eriksen · Axel Henry Hansen · Petter Hol · Eugen Ingebretsen · Olaf Ingebretsen · Olof Jacobsen · Erling Jensen · Thor Jensen · Frithjof Olsen · Oscar Olstad · Edvin Paulsen · Carl Alfred Pedersen · Paul Pedersen · Rolf Robach · Sigurd Smebye · Torleif Torkildsen            |

## Přehled medailí
| Pořadí | Země                 | Zlato | Stříbro | Bronz | Celkově |
| ------ | -------------------- | ----- | ------- | ----- | ------- |
| 1.     | Itálie (ITA)         | 2     | 0       | 1     | 3       |
| 2.     | Norsko (NOR)         | 1     | 0       | 1     | 2       |
| 3.     | Švédsko (SWE)        | 1     | 0       | 0     | 1       |
| 4.     | Dánsko (DEN)         | 0     | 1       | 1     | 2       |
| 5.     | Finsko (FIN)         | 0     | 1       | 0     | 1       |
| 5.     | Francie (FRA)        | 0     | 1       | 0     | 1       |
| 5.     | Maďarsko (HUN)       | 0     | 1       | 0     | 1       |
| 8.     | Velká Británie (GBR) | 0     | 0       | 1     | 1       |
| Celkem | Celkem               | 4     | 4       | 3     | 11      |